# Karim Bagheri
Karim Bagheri, em persa: کريم باقری (Tabriz, 20 de fevereiro de 1974) é um ex-futebolista iraniano. Atuava como meio-campista.
Disputou a Copa do Mundo de 1998, onde a Seleção Iraniana não passou para a segunda fase. Por clubes, militou por Tractor Sazi, Keshavarz, Arminia Bielefeld, Al-Nasr (EAU) (empréstimo), Charlton e Al-Sadd. Hoje defende o Persepolis, equipe onde Bagheri atuou entre 1996 e 1997.
Em 1 de dezembro de 2010, anunciou que se retiraria da carreira de futebolista e deixa o clube Persepolis.